# Эхаби
Эха́би — село в Охинском городском округе Сахалинской области России.

## Этимология
Село названо по одноименной реке, в переводе с эвенкийского — мой глаз.

## География
Село находится на берегу реки Гиляко-Абунан, на расстоянии 12,5 км к югу от города Оха, административного центра округа.

## История
В 1947—2010 годах носило статус посёлка городского типа.

## Население
| 1959 | 1970  | 1979  | 1989  | 2002 | 2010 | 2013 |
| ---- | ----- | ----- | ----- | ---- | ---- | ---- |
| 4404 | ↘2903 | ↘2338 | ↘1677 | ↘539 | ↘146 | ↘116 |
| 2021 |       |       |       |      |      |      |
| ↘43  |       |       |       |      |      |      |

### Половой состав
Согласно результатам переписи 2002 года, в селе проживало 539 человек (270 мужчин и 269 женщин).